# 量子モンテカルロ法
量子モンテカルロ法(りょうしモンテカルロほう、英: Quantum Monte Carlo method)は、量子多体問題において様々な形式で表れる多次元積分をモンテカルロ法によって扱う手法である。
量子多体問題について信頼できる解（あるいは正確な近似）を得ることは大きな目的のひとつである。
量子モンテカルロ法には様々な種類があり、複雑な量子系についての多くの計算手法を網羅している。
量子モンテカルロ法によって波動関数に含まれる複雑な多体効果を直接的に取り扱うことが可能になり、多くの場合に平均場近似を超えて多体問題の厳密解を得ることができる:187-189。
特にフラストレーション以外のボゾン系の静的物性について数値的厳密解を求める多項式時間のアルゴリズムが存在する。
フェルミオンについては静的物性を計算する優れた近似法や、指数時間の数値的厳密解を求める方法が存在するが、両方を同時に満たす手法は存在しない。